# Pałac w Smuszewie
Pałac w Smuszewie – eklektyczny pałac w Smuszewie położony w powiecie wągrowieckim, w gminie Damasławek.
Wzniesiony został około 1870–1880, w klasycystycznym stylu z elementami renesansowymi. Dwukondygnacyjny murowany budynek, podpiwniczony, o rozczłonkowanej bryle, z wieżą na lewym skrzydle (3 kondygnacje) położony jest na niewielkim wzniesieniu w północno-wschodniej części wsi i otoczony pozostałościami parku ze stawami rybnymi.
W pod koniec XX wieku niezamieszkany, częściowo zdewastowany, z zachowanym dachem.